# بیتی (نیورو)
بیتی (به ایتالیایی: Bitti) یک کومونه در ایتالیا است که در استان نیورو واقع شده‌است.

## خصوصیات
بیتی ۲۱۶٫۲ کیلومترمربع مساحت و ۳٬۳۰۷ نفر جمعیت دارد.